# Тепелена
Тепелена (алб. Tepelenë, тур. Tepedelen, греч. Τεπελένιον) — город в Южной Албании в исторической области Эпир в префектуре Гирокастра, центр одноимённого округа.

## История
Неподалёку от города в 198 году до н. э. в ходе Второй Македонской войны состоялась битва на реке Аой между римским и македонским войском. Битва окончилась победой римлян.
В XVIII веке в городе правил могущественный владетель Али-паша Тепеленский.
При режиме Энвера Ходжи в окрестностях города располагался крупнейший концлагерь для противников коммунистического режима, который считался худшим по сравнению с другими лагерями.

## Известные уроженцы
- Хормовитис, Костас он же Лагумидзис (греч. Κωνσταντίνος Χορμοβίτης- Λαγουμιτζής,село Хормово недалеко от Тепелена 1781- ?) известный греческий сапёр, участник Освободительной войны Греции 1821—1829 гг., спас Афинский Акрополь от полного разрушения.